# Ильбарс-хан II
Ильбарс-хан II (год рождения неизвестен — 1740) — хивинский хан (1728—1740) из династии Шибанидов, преемник хана Шергази, сын Шахнияз-хана.

## Политическая деятельность
Узбекский эмир Ишмухаммед под влиянием Абилхаира назначил Ильбарс-хана правителем Хивы. В 1737 году поддержал бухарского хана Абулфейз-хана в борьбе против сына Надир-шаха Афшара, Ризакули-хана и тот не смог захватить Бухару.
В период правления Ильбарс-хана Хивинское ханство при посредничестве Абилхаира и султанов Младшего жуза установило торговые связи с Россией, несколько раз были отправлены дипломатические посольства в Орскую крепость.

## Гибель
В 1740 году Ильбарс-хан сражался против войск Надир-шаха, предпринявшего ряд военных походов в Среднюю Азию. Потерпел поражение в битве при Питняке. Осенью 1740 года был убит вместе с 20 другими влиятельными правителями Хорезма. Позднее потомки Ильбарс-хана откочевали из Хивы на северо-восток Приаралья. Надир-шах поставил ханом Хорезма, представителя одного из бухарских аштарханидов — Тахирхана.